# Huampami
Huampami es una comunidad nativa del pueblo awajún, capital del distrito de El Cenepa, en la provincia de Condorcanqui de la región Amazonas. 

## Historia
Huampami es una comunidad nativa reconocida mediante Resolución 325-OAE-ORAMS-II-76 del 18 de mayo de 1975, titulada el 12 de agosto de 1975 mediante R.D. 2641-75-DGRA-AR.

### Educación
Huampami cuenta con tres modalidades educativas:
- Educación Técnica Productiva
- Educación Intercultural Bilingüe
- Educación Secundaria con Residencia Estudiantil

### Salud
Huampami cuenta con un centro de salud público, que durante la primera ola de la pandemia de COVID-19 en la región fue desbordado no pudiendo contener los contagios y fallecimientos, sobre las causas que contribuyeron a la dispersión de la enfermedad se identificó a las actividades que tenían que ver con la aglomeración de personas, por ejemplo, para el cobro de los bonos y otros programas sociales del Estado.

## Economía
Como característica de la economía del pueblo awajún, las actividades principales de la comunidad de Huampami está vinculada a la obtención de los servicios ecosistémicos del bosque amazónico.

### Caza y pesca
La caza y la pesca son actividades económicas tradicionales de los pueblos indígenas de esta zona, con la presencia de empresas de otros rubros extractivos, como es la minería, las actividades tradicionales se han visto afectadas, esto ha significado en reiterados conflictos con empresas como la Minera Afrodita.

### Consulta previa
Conforme el derecho nacional e internacional y la implementación del Convenio 169 de la OIT, todas las actividades que puedan tener un impacto o influencia en el territorio de esta comunidad tiene que ser consultado previamente y de manera informada a sus miembros, es así que se desarrolla este mecanismo como requisito para el desarrollo de obras y actividades externas a la comunidad como es el Proyecto de creación del servicio de transitabilidad entre los centros poblados de Urakusa - Huampami.